# Bruno Stamer

Bruno Stamer

Bruno Stamer (* 12. Februar 1900 in Altona; † 17. Juli 1988 ebenda) war ein deutscher Politiker (NSDAP).

## Leben und Wirken
Nach dem Besuch der Volksschule absolvierte Stamer von April 1914 bis März 1918 eine Lithographenlehre. Außerdem besuchte er die Kunstgewerbeschule. Ab Juni 1918 nahm Stamer mit dem Minenwerferbataillon Nr. 6 am Ersten Weltkrieg teil. Nach dem Krieg gehörte er noch bis zum Mai 1920 der Volks- beziehungsweise der Reichswehr an. 
Während der 1920er Jahre verdiente Stamer seinen Lebensunterhalt als Arbeiter. 1928 wurde er Stadtverordneter in Altona und 1929 Mitglied des Provinziallandtages Schleswig-Holstein. In der NSDAP, der er zu dieser Zeit beitrat, wurde er Gaubetriebszellenleiter.
Bei der Reichstagswahl vom März 1933 wurde er als Kandidat der NSDAP für den Wahlkreis 13 (Schleswig-Holstein) in den Reichstag gewählt. Nachdem sein Mandat im November 1933 bestätigt wurde, gehörte er dem nationalsozialistischen Reichstag noch bis zum März 1936 an. Das wichtigste parlamentarische Ereignis, an dem er während seiner Abgeordnetenzeit beteiligt war, war die Verabschiedung des Ermächtigungsgesetzes, das unter anderem auch mit seiner Stimme beschlossen wurde.
Bei der Reichstagswahl am 29. März 1936 kandidierte Stamer als Bezirkswalter der DAS erneut, erhielt aber diesmal kein Mandat mehr.
Nach der „Machtergreifung“ der Nationalsozialisten wurde Stamer Landesobmann Nord der NSDAP und Bezirksleiter der Deutschen Arbeitsfront sowie unbesoldeter Senator im Magistrat von Altona.